# Prêmio Multishow de Música Brasileira para Álbum do Ano
Prêmio Multishow de Música Brasileira para Álbum do Ano é um prêmio que é dado anualmente no Prêmio Multishow de Música Brasileira, apresentado pela primeira vez na edição de 1998. De 1998 a 2009, o nome do prêmio foi Melhor CD. A categoria foi posteriormente renomeada para Melhor Álbum de 2010 a 2011. Em 2012, o nome do prêmio mudou para Melhor Disco, e em 2020, foi alterado para o seu nome atual. Marcelo D2 e Titãs são os mais premiados, vencendo o prêmio duas vezes. Liniker fez história ao se tornar a primeira cantora trans a vencer na categoria.

## Vencedores e indicados

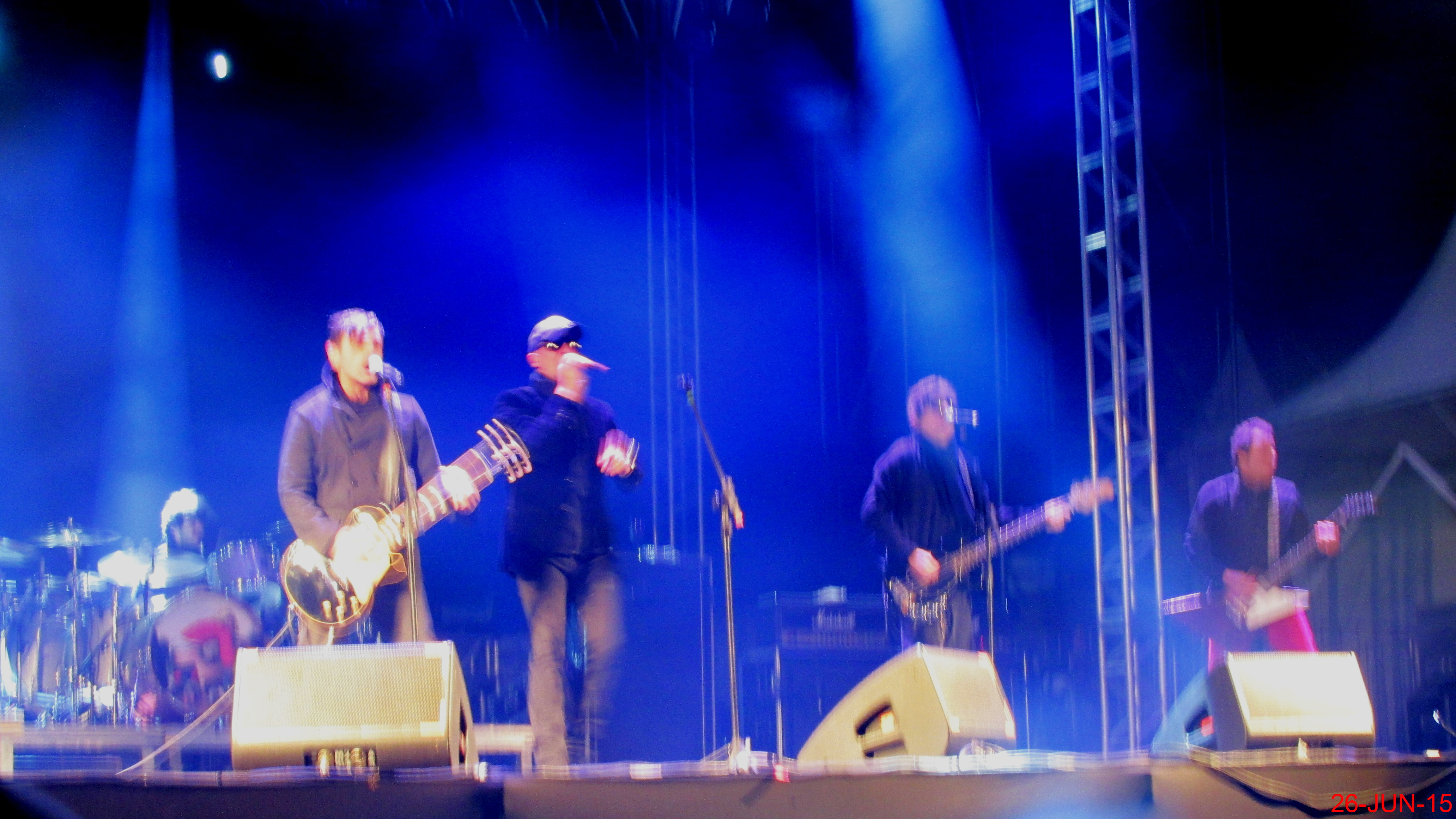
Titãs venceu o prêmio duas vezes consecutivas: Acústico MTV e Volume Dois.

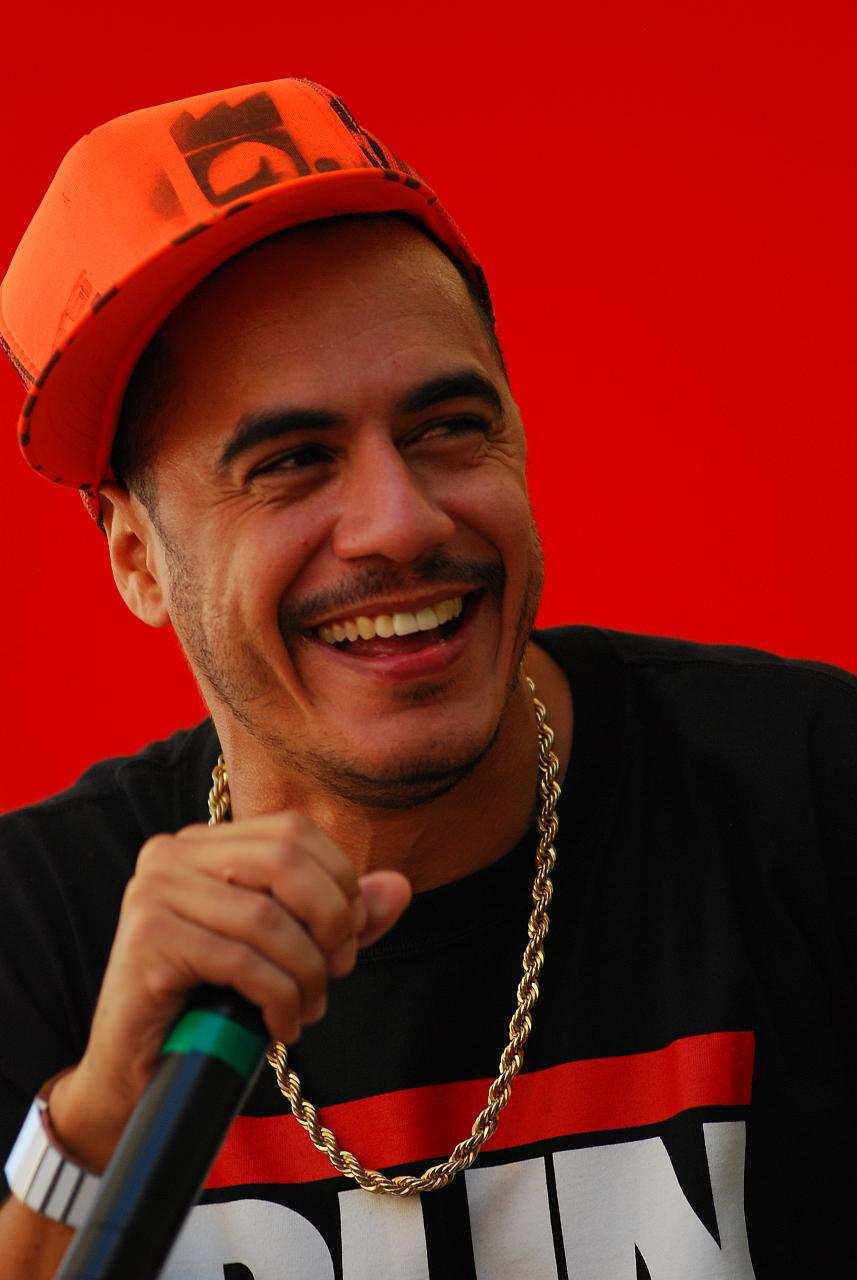
Marcelo D2 venceu o prêmio duas vezes consecutivas: A Procura da Batida Perfeita e Acústico MTV.

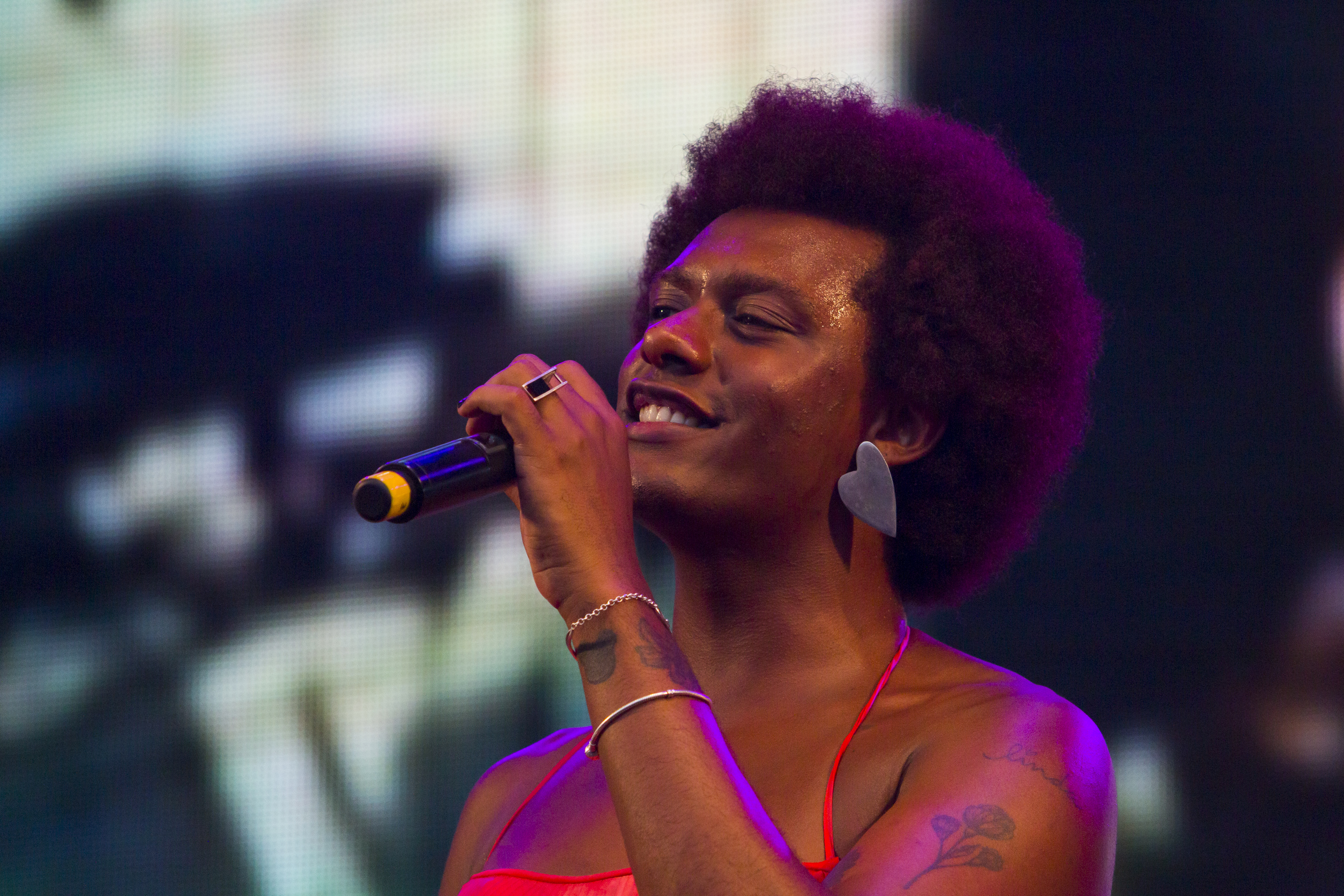
Liniker se tornou a primeira mulher transgênero a vencer a categoria pelo álbum Caju

### Década de 1990
| Ano  | Vencedor(a)          | Indicados | Ref.  |
| ---- | -------------------- | --- | ----- |
| 1998 | Titãs – Acústico MTV | - Banda Eva – Banda Eva Ao Vivo - Gabriel, o Pensador – Quebra-Cabeça - Gal Costa – Acústico MTV - Só pra Contrariar – Só pra Contrariar | [ 2 ] |
| 1999 | Titãs – Volume Dois  | - Chico Buarque – As Cidades - Jota Quest – De Volta ao Planeta - Os Paralamas do Sucesso – Hey Na Na - Skank – Siderado                 | [ 3 ] |

### Década de 2000
| Ano  | Vencedor(a)                                             | Indicados | Ref.   |
| ---- | ------------------------------------------------------- | --- | ------ |
| 2000 | Djavan – Djavan Ao Vivo                                 | - Charlie Brown Jr. – Preço Curto... Prazo Longo - Chico Buarque – Chico Ao Vivo - Raimundos – Só no Forevis - Sandy & Junior – As Quatro Estações   | [ 4 ]  |
| 2001 | Marisa Monte – Memórias, Crônicas e Declarações de Amor | - Charlie Brown Jr. – Nadando com os Tubarões - Jota Quest – Oxigênio - Ivete Sangalo – Beat Beleza - Sandy & Junior – Quatro Estações: O Show       | [ 5 ]  |
| 2002 | Cássia Eller – Acústico MTV                             | - Arnaldo Antunes – Paradeiro - Los Hermanos – Bloco do Eu Sozinho - Roberto Carlos – Acústico MTV - Sandy & Junior – Sandy & Junior                 | [ 6 ]  |
| 2003 | Tribalistas — Tribalistas                               | - Kid Abelha — Acústico MTV - Maria Bethânia — Maricotinha - Ao Vivo - Sandy & Junior — Ao Vivo no Maracanã - Zeca Pagodinho — Deixa a Vida Me Levar | [ 7 ]  |
| 2004 | Marcelo D2 – A Procura da Batida Perfeita               | - Los Hermanos – Ventura - Maria Rita – Maria Rita - Sandy & Junior – Identidade - Skank – Cosmotron                                                 | [ 8 ]  |
| 2005 | Marcelo D2 – Acústico MTV                               | - Charlie Brown Jr. – Tamo Aí na Atividade - Cidade Negra – Perto de Deus - Maria Bethânia – Que Falta Você Me Faz - Nando Reis – MTV ao Vivo        | [ 9 ]  |
| 2006 | Ana Carolina e Seu Jorge – Ana & Jorge                  | - Charlie Brown Jr. – Imunidade Musical - Los Hermanos – 4 - Marisa Monte – Infinito Particular - Pitty – Anacrônico                                 | [ 10 ] |
| 2007 | Ivete Sangalo – Multishow ao Vivo: Ivete no Maracanã    | - Ana Carolina – Dois Quartos - Armandinho – Armandinho: Ao Vivo - Caetano Veloso – Cê - Marcelo D2 – Meu Samba é Assim                              | [ 11 ] |
| 2008 | Maria Rita – Samba Meu                                  | - Capital Inicial – Eu Nunca Disse Adeus - CPM 22 – Cidade Cinza - Pitty – (Des)Concerto ao Vivo - Vanessa da Mata – Sim                             | [ 12 ] |
| 2009 | NX Zero – Agora                                         | - Claudia Leitte – Ao Vivo em Copacabana - Jota Quest – La Plata - Marcelo D2 – A Arte do Barulho - Skank – Estandarte                               | [ 13 ] |

### Década de 2010
| Ano  | Vencedor(a)                              | Indicados | Ref.   |
| ---- | ---------------------------------------- | --- | ------ |
| 2010 | Maria Gadú – Maria Gadú                  | - Hori – Hori - Lucas Silveira – The Rise and Fall of Beeshop - NX Zero – Sete Chaves - Pitty – Chiaroscuro                   | [ 14 ] |
| 2011 | Restart – By Day                         | - Luan Santana – Luan Santana - Ao Vivo - NX Zero – Projeto Paralelo - Sandy – Manuscrito - Victor & Leo – Boa Sorte pra Você | [ 15 ] |
| 2012 | Tulipa Ruiz – Tudo Tanto                 | - Lucas Santtana – O Deus Que Devasta Mas Também Cura - Gal Costa – Recanto                                                   | [ 16 ] |
| 2013 | Guilherme Arantes – Condição Humana      | - Caetano Veloso – Abraçaço - Metá Metá – MetaL MetaL                                                                         | [ 17 ] |
| 2014 | Banda do Mar – Banda do Mar              | - O Terno – O Terno - Silva – Vista pro Mar                                                                                   | [ 18 ] |
| 2015 | Cidadão Instigado – Fortaleza            | - Ava Rocha – Ava Patrya Yndia Yracema - Tulipa Ruiz – Dancê                                                                  | [ 19 ] |
| 2016 | BaianaSystem – Duas Cidades              | - Céu – Tropix - Elza Soares – A Mulher do Fim do Mundo                                                                       | [ 20 ] |
| 2017 | Letrux – Letrux Em Noite de Climão       | - Chico Buarque – Caravanas - Rincon Sapiência – Galanga Livre                                                                | [ 21 ] |
| 2018 | Anelis Assumpção – Taurina               | - Elza Soares – Deus É Mulher - Tim Bernardes – Recomeçar                                                                     | [ 22 ] |
| 2019 | Black Alien – Abaixo de Zero: Hello Hell | - BaianaSystem – O Futuro Não Demora - Djonga – Ladrão                                                                        | [ 23 ] |

### Década de 2020
| Ano  | Vencedor(a)                            | Indicados | Ref.   |
| ---- | -------------------------------------- | --- | ------ |
| 2020 | Emicida – Amarelo                      | - Ana Frango Elétrico – Little Electric Chicken Heart - Kiko Dinucci – Rastilho                                                                                                  | [ 24 ] |
| 2021 | Juçara Marçal – Delta Estácio Blues    | - Jadsa – Olho de Vidro - Marina Sena – De Primeira | [ 25 ] |
| 2022 | Filipe Ret – Lume                      | - Anitta – Versions of Me - Baco Exu do Blues –QVVJFA? - Criolo – Sobre Viver - Gilsons – Pra Gente Acordar - Gloria Groove – Lady Leste - Jão – Pirata - Ludmilla – Numanice #2 | [ 26 ] |
| 2023 | Xande de Pilares – Xande Canta Caetano | - BK' – Icarus - Elza Soares – No Tempo da Intolerância - Jão – Super - Iza – Afrodhit - Luísa Sonza – Escândalo Íntimo                                                          | [ 27 ] |
| 2024 | Liniker – Caju                         | - Matuê – 333 - Anitta – Funk Generation - Samuel Rosa – Rosa - Jota.pê – Se o Meu Peito Fosse o Mundo - Gloria Groove – Serenata da GG, Vol. 1                                  | [ 28 ] |